# Чемпионат России по тяжёлой атлетике 2022
Чемпионат России по тяжёлой атлетике 2022 года прошёл 4-13 июля в Хабаровске. В соревнования принял участие 191 спортсмен (101 мужчина и 90 женщин). Призовой фонд составил 2 млн рублей.

## Рекорды
По ходу соревнований было установлено несколько рекордов страны. Регина Шайдуллина, выступавшая в весовой категории до 45 кг, установила рекорды для юниорок и женщин в толчке (90 кг) и сумме двоеборья (155 кг). Полина Андреева в категории до 49 кг установила рекорд в толчке (97 кг). Яна Сотиева в категории до 81 кг трижды обновляла рекорды страны для юниорок, молодёжи и взрослых в рывке (108, 111 и 113 кг) и дважды в толчке (134 и 136 кг). Кирилл Рябых в категории 55 кг установил рекорд в рывке (103 кг). Ваник Мхитарян в категории до 61 кг обновил рекорды в толчке среди юниоров, молодёжи и взрослых (152 кг). Зулфат Гараев в категории 73 кг дважды обновлял юниорские рекорды в толчке (173 и 177 кг), и дважды — в сумме (319 и 323 кг). Георгий Купцов (категория до 102 кг) обновил взрослый рекорд в толчке (218 кг), и дважды — в сумме (386 и 392 кг). Хас-Магомед Балаев (до 109 кг) обновил юниорские рекорды в толчке (222 кг), и дважды — в сумме (394 и 402 кг).

## Медалисты

### Мужчины
| Дисциплины   | Золото                                                  | Золото   | Серебро                                                  | Серебро  | Бронза                                                     | Бронза   |
| до 55 кг     | до 55 кг                                                | до 55 кг | до 55 кг                                                 | до 55 кг | до 55 кг                                                   | до 55 кг |
| ------------ | ------------------------------------------------------- | -------- | -------------------------------------------------------- | -------- | ---------------------------------------------------------- | -------- |
| Рывок        | Кирилл Рябых Санкт-Петербург/ Челябинская область       | 103 кг   | Рамзан Тадаев Чечня                                      | 100 кг   | Исмаил Гаджибеков Дагестан/ Томская область                | 99 кг    |
| Толчок       | Исмаил Гаджибеков Дагестан/ Томская область             | 126 кг   | Кирилл Рябых Санкт-Петербург/ Челябинская область        | 125 кг   | Олег Прокопьев Красноярский край                           | 120 кг   |
| Сумма        | Кирилл Рябых Санкт-Петербург/ Челябинская область       | 228 кг   | Исмаил Гаджибеков Дагестан/ Томская область              | 225 кг   | Рамзан Тадаев Чечня                                        | 217 кг   |
| до 61 кг     |                                                         |          |                                                          |          |                                                            |          |
| Рывок        | Элкан Гвазава Татарстан                                 | 126 кг   | Ваник Мхитарян Санкт-Петербург/ Ульяновская область      | 122 кг   | Олег Лаптев Ульяновская область/ Республика Коми           | 116 кг   |
| Толчок       | Ваник Мхитарян Санкт-Петербург/ Ульяновская область     | 152 кг   | Элкан Гвазава Татарстан                                  | 146 кг   | Олег Мусохранов Кемеровская область                        | 142 кг   |
| Сумма        | Ваник Мхитарян Санкт-Петербург/ Ульяновская область     | 274 кг   | Элкан Гвазава Татарстан                                  | 272 кг   | Олег Мусохранов Кемеровская область                        | 256 кг   |
| до 67 кг     |                                                         |          |                                                          |          |                                                            |          |
| Рывок        | Альберт Шарков Краснодарский край/ Ульяновская область  | 135 кг   | Аслан Бзасежев Адыгея                                    | 129 кг   | Максим Коноплёв Новосибирская область/ Кемеровская область | 128 кг   |
| Толчок       | Альберт Шарков Краснодарский край/ Ульяновская область  | 154 кг   | Денис Исаков Кемеровская область/ Томская область        | 153 кг   | Жалавди Базаев Чечня                                       | 153 кг   |
| Сумма        | Альберт Шарков Краснодарский край/ Ульяновская область  | 289 кг   | Аслан Бзасежев Адыгея                                    | 280 кг   | Жалавди Базаев Чечня                                       | 279 кг   |
| до 73 кг     |                                                         |          |                                                          |          |                                                            |          |
| Рывок        | Сергей Петров Кемеровская область/ Ставропольский край  | 149 кг   | Зулфат Гараев Татарстан                                  | 146 кг   | Геворг Серобян Крым                                        | 141 кг   |
| Толчок       | Зулфат Гараев Татарстан                                 | 177 кг   | Сергей Петров Кемеровская область/ Ставропольский край   | 173 кг   | Кирилл Красный Москва/ Брянская область                    | 166 кг   |
| Сумма        | Зулфат Гараев Татарстан                                 | 323 кг   | Сергей Петров Кемеровская область/ Ставропольский край   | 322 кг   | Геворг Серобян Крым                                        | 305 кг   |
| до 81 кг     |                                                         |          |                                                          |          |                                                            |          |
| Рывок        | Вячеслав Яркин Краснодарский край/ Ульяновская область  | 155 кг   | Артём Горлов Адыгея                                      | 152 кг   | Рамзан Джанхотов Чечня                                     | 151 кг   |
| Толчок       | Вячеслав Яркин Краснодарский край/ Ульяновская область  | 192 кг   | Артём Горлов Адыгея                                      | 178 кг   | Олег Хугаев Москва/ Рязанская область                      | 175 кг   |
| Сумма        | Вячеслав Яркин Краснодарский край/ Ульяновская область  | 347 кг   | Артём Горлов Адыгея                                      | 330 кг   | Рамзан Джанхотов Чечня                                     | 323 кг   |
| до 89 кг     |                                                         |          |                                                          |          |                                                            |          |
| Рывок        | Роман Чепик Москва/ Курганская область                  | 164 кг   | Артём Окулов Москва/ Пермский край                       | 156 кг   | Алексей Осипов Брянская область                            | 155 кг   |
| Толчок       | Артём Окулов Москва/ Пермский край                      | 201 кг   | Роман Чепик Москва/ Курганская область                   | 192 кг   | Алексей Осипов Брянская область                            | 185 кг   |
| Сумма        | Артём Окулов Москва/ Пермский край                      | 357 кг   | Роман Чепик Москва/ Курганская область                   | 356 кг   | Алексей Осипов Брянская область                            | 340 кг   |
| до 96 кг     |                                                         |          |                                                          |          |                                                            |          |
| Рывок        | Егор Климонов Брянская область/ Свердловская область    | 167 кг   | Виктор Кондратьев Курская область                        | 164 кг   | Никита Хрулёв Москва/ Рязанская область                    | 160 кг   |
| Толчок       | Егор Климонов Брянская область/ Свердловская область    | 206 кг   | Тимур Долбышев Новосибирская область/ Забайкальский край | 203 кг   | Никита Хрулёв Москва/ Рязанская область                    | 202 кг   |
| Сумма        | Егор Климонов Брянская область/ Свердловская область    | 373 кг   | Виктор Кондратьев Курская область                        | 365 кг   | Тимур Долбышев Новосибирская область/ Забайкальский край   | 363 кг   |
| до 102 кг    |                                                         |          |                                                          |          |                                                            |          |
| Рывок        | Георгий Купцов Кемеровская область/ Ставропольский край | 174 кг   | Александр Кибанов Москва/ Курганская область             | 166 кг   | Сослан Дзагоев ХМАО/ Северная Осетия                       | 163 кг   |
| Толчок       | Георгий Купцов Кемеровская область/ Ставропольский край | 218 кг   | Александр Кибанов Москва/ Курганская область             | 200 кг   | Александр Касабиев Северная Осетия                         | 190 кг   |
| Сумма        | Георгий Купцов Кемеровская область/ Ставропольский край | 392 кг   | Александр Кибанов Москва/ Курганская область             | 366 кг   | Сослан Дзагоев ХМАО/ Северная Осетия                       | 353 кг   |
| до 109 кг    |                                                         |          |                                                          |          |                                                            |          |
| Рывок        | Тимур Наниев ХМАО/ Северная Осетия                      | 183 кг   | Хас-Магомед Балаев Москва/ Кабардино-Балкария            | 180 кг   | Даниил Вагайцев Кемеровская область/ Московская область    | 178 кг   |
| Толчок       | Хас-Магомед Балаев Москва/ Кабардино-Балкария           | 222 кг   | Тимур Наниев ХМАО/ Северная Осетия                       | 218 кг   | Давид Беджанян Краснодарский край                          | 210 кг   |
| Сумма        | Хас-Магомед Балаев Москва/ Кабардино-Балкария           | 402 кг   | Тимур Наниев ХМАО/ Северная Осетия                       | 401 кг   | Даниил Вагайцев Кемеровская область/ Московская область    | 386 кг   |
| свыше 109 кг |                                                         |          |                                                          |          |                                                            |          |
| Рывок        | Алексей Ловчев Москва/ Владимирская область             | 190 кг   | Арсен Наниев ХМАО/ Северная Осетия                       | 176 кг   | Антоний Савчук Краснодарский край/ Сахалинская область     | 175 кг   |
| Толчок       | Алексей Ловчев Москва/ Владимирская область             | 220 кг   | Антоний Савчук Краснодарский край/ Сахалинская область   | 212 кг   | Юрий Ахмедьянов Москва/ Иркутская область                  | 212 кг   |
| Сумма        | Алексей Ловчев Москва/ Владимирская область             | 410 кг   | Антоний Савчук Краснодарский край/ Сахалинская область   | 387 кг   | Арсен Наниев ХМАО/ Северная Осетия                         | 385 кг   |

#### Командный зачёт
1. Москва;
2. Кемеровская область;
3. Санкт-Петербург;
4. Краснодарский край;
5. Ханты-Мансийский автономный округ — Югра;
6. Чечня;
7. Курская область;
8. Ульяновская область;
9. Татарстан;
10. Брянская область;
11. Сахалинская область;
12. Адыгея;
13. Свердловская область;
14. Дагестан;
15. Рязанская область;
16. Новосибирская область;
17. Владимирская область;
18. Курганская область;
19. Крым;
20. Северная Осетия;
21. Красноярский край;
22. Иркутская область;
23. Липецкая область;
24. Ямало-Ненецкий автономный округ;
25. Чувашия;
26. Ростовская область;
27. Московская область;
28. Пермский край;
29. Ставропольский край;
30. Хабаровский край;
31. Томская область;
32. Ленинградская область;

### Женщины
| Дисциплины  | Золото                                                       | Золото   | Серебро                                                      | Серебро  | Бронза                                                    | Бронза    |
| до 45 кг    | до 45 кг                                                     | до 45 кг | до 45 кг                                                     | до 45 кг | до 45 кг                                                  | до 45 кг  |
| ----------- | ------------------------------------------------------------ | -------- | ------------------------------------------------------------ | -------- | --------------------------------------------------------- | --------- |
| Рывок       | Надежда Панова Москва/ Забайкальский край                    | 65 кг    | Регина Шайдуллина Татарстан                                  | 65 кг    | Александра Фурдик Московская область/ Брянская область    | 63 кг     |
| Толчок      | Регина Шайдуллина Татарстан                                  | 90 кг    | Надежда Панова Москва/ Забайкальский край                    | 83 кг    | Любовь Мышова Чувашия/ Владимирская область               | 74 кг     |
| Сумма       | Регина Шайдуллина Татарстан                                  | 155 кг   | Надежда Панова Москва/ Забайкальский край                    | 148 кг   | Александра Фурдик Московская область/ Брянская область    | 136 кг    |
| до 49 кг    |                                                              |          |                                                              |          |                                                           |           |
| Рывок       | Кристина Соболь Санкт-Петербург/ Ульяновская область         | 79 кг    | Кристина Новицкая Челябинская область                        | 78 кг    | Полина Андреева Чувашия/ Владимирская область             | 78 кг     |
| Толчок      | Полина Андреева Чувашия/ Владимирская область                | 97 кг    | Кристина Новицкая Челябинская область                        | 94 кг    | Елизавета Жаткина Красноярский край                       | 93 кг     |
| Сумма       | Полина Андреева Чувашия/ Владимирская область                | 175 кг   | Кристина Новицкая Челябинская область                        | 172 кг   | Елизавета Жаткина Красноярский край                       | 168 кг    |
| до 55 кг    |                                                              |          |                                                              |          |                                                           |           |
| Рывок       | Ирина Фурдик Московская область/ Владимирская область        | 77 кг    | Елена Стародубцева Ставропольский край                       | 76 кг    | Юлия Шевцова Приморский край                              | 75 кг     |
| Толчок      | Александра Анисимова Кемеровская область                     | 96 кг    | Екатерина Хаджиева Кемеровская область                       | 91 кг    | Елена Стародубцева Ставропольский край                    | 89 кг     |
| Сумма       | Александра Анисимова Кемеровская область                     | 167 кг   | Ирина Фурдик Московская область/ Владимирская область        | 165 кг   | Елена Стародубцева Ставропольский край                    | 165 кг    |
| до 59 кг    |                                                              |          |                                                              |          |                                                           |           |
| Рывок       | Ольга Тё Москва/ Омская область                              | 98 кг    | Александра Козлова Чувашия/ Владимирская область             | 90 кг    | Светлана Ершова Воронежская область/ Ульяновская область  | 90 кг     |
| Толчок      | Ольга Тё Москва/ Омская область                              | 114 кг   | Светлана Ершова Воронежская область/ Ульяновская область     | 111 кг   | Наталия Шайманова Чувашия/ Владимирская область           | 110 кг    |
| Сумма       | Ольга Тё Москва/ Омская область                              | 212 кг   | Светлана Ершова Воронежская область/ Ульяновская область     | 201 кг   | Александра Козлова Чувашия/ Владимирская область          | 196 кг    |
| до 64 кг    |                                                              |          |                                                              |          |                                                           |           |
| Рывок       | Анастасия Анзорова Тюменская область                         | 93 кг    | Яна Кондрашова Московская область                            | 89 кг    | Ольга Афанасьева Челябинская область                      | 87 кг     |
| Толчок      | Анастасия Анзорова Тюменская область                         | 113 кг   | Яна Кондрашова Московская область                            | 109 кг   | Сусанна Симонова Краснодарский край                       | 106 кг    |
| Сумма       | Анастасия Анзорова Тюменская область                         | 206 кг   | Яна Кондрашова Московская область                            | 198 кг   | Ольга Афанасьева Челябинская область                      | 190 кг    |
| до 71 кг    |                                                              |          |                                                              |          |                                                           |           |
| Рывок       | Анастасия Романова Краснодарский край/ Нижегородская область | 105 кг   | Зарина Гусалова Санкт-Петербург/ Северная Осетия             | 101 кг   | Ани Саргсян Краснодарский край                            | 88 кг     |
| Толчок      | Зарина Гусалова Санкт-Петербург/ Северная Осетия             | 125 кг   | Анастасия Романова Краснодарский край/ Нижегородская область | 124 кг   | Ани Саргсян Краснодарский край                            | 113 кг кг |
| Сумма       | Анастасия Романова Краснодарский край/ Нижегородская область | 229 кг   | Зарина Гусалова Санкт-Петербург/ Северная Осетия             | 226 кг   | Ани Саргсян Краснодарский край                            | 201 кг    |
| до 76 кг    |                                                              |          |                                                              |          |                                                           |           |
| Рывок       | Ксения Баракина Краснодарский край                           | 100 кг   | Мария Андреева Республика Коми                               | 98 кг    | Мадина Келехсаева Нижегородская область/ Северная Осетия  | 95 кг     |
| Толчок      | Мадина Келехсаева Нижегородская область/ Северная Осетия     | 121 кг   | Мария Груздова Белгородская область/ Курганская область      | 118 кг   | Мария Андреева Республика Коми                            | 115 кг    |
| Сумма       | Мадина Келехсаева Нижегородская область/ Северная Осетия     | 216 кг   | Мария Андреева Республика Коми                               | 213 кг   | Мария Груздова Белгородская область/ Курганская область   | 211 кг    |
| до 81 кг    |                                                              |          |                                                              |          |                                                           |           |
| Рывок       | Яна Сотиева Нижегородская область/ Северная Осетия           | 113 кг   | Дарья Ахмерова Татарстан                                     | 100 кг   | Ляйсан Махиянова Сахалинская область/ Ульяновская область | 90 кг     |
| Толчок      | Дарья Ахмерова Татарстан                                     | 136 кг   | Яна Сотиева Нижегородская область/ Северная Осетия           | 134 кг   | Анастасия Ломакина Иркутская область                      | 109 кг    |
| Сумма       | Яна Сотиева Нижегородская область/ Северная Осетия           | 247 кг   | Дарья Ахмерова Татарстан                                     | 236 кг   | Анастасия Ломакина Иркутская область                      | 198 кг    |
| до 87 кг    |                                                              |          |                                                              |          |                                                           |           |
| Рывок       | Дарья Рязанова Московская область/ Рязанская область         | 97 кг    | Татьяна Федичкина Москва/ Ульяновская область                | 94 кг    | Юлия Иванова Иркутская область                            | 85 кг     |
| Толчок      | Дарья Рязанова Московская область/ Рязанская область         | 120 кг   | Татьяна Федичкина Москва/ Ульяновская область                | 116 кг   | Юлия Иванова Иркутская область                            | 111 кг    |
| Сумма       | Дарья Рязанова Московская область/ Рязанская область         | 217 кг   | Татьяна Федичкина Москва/ Ульяновская область                | 210 кг   | Юлия Иванова Иркутская область                            | 196 кг    |
| свыше 87 кг |                                                              |          |                                                              |          |                                                           |           |
| Рывок       | Таисия Чижикова Москва/ Иркутская область                    | 107 кг   | Виктория Орлова Москва                                       | 101 кг   | Ксения Пасхина Челябинская область                        | 101 кг    |
| Толчок      | Виктория Орлова Москва                                       | 134 кг   | Ксения Пасхина Челябинская область                           | 131 кг   | Елена Качаева Краснодарский край                          | 126 кг    |
| Сумма       | Виктория Орлова Москва                                       | 235 кг   | Таисия Чижикова Москва/ Иркутская область                    | 232 кг   | Ксения Пасхина Челябинская область                        | 232 кг    |

#### Командный зачёт
1. Москва;
2. Краснодарский край;
3. Московская область;
4. Чувашия;
5. Кемеровская область;
6. Санкт-Петербург;
7. Нижегородская область;
8. Татарстан;
9. Челябинская область;
10. Сахалинская область;
11. Иркутская область;
12. Республика Коми;
13. Курская область;
14. Ямало-Ненецкий автономный округ;
15. Красноярский край;
16. Тюменская область;
17. Воронежская область;
18. Ставропольский край;
19. Белгородская область;
20. Брянская область;
21. Дагестан;
22. Приморский край;
23. Свердловская область;
24. Хабаровский край;
25. Ленинградская область;
26. Волгоградская область;
27. Забайкальский край;
28. Ханты-Мансийский автономный округ — Югра;
29. Ульяновская область;
30. Курганская область;
31. Рязанская область;